# Gützingen
Gützingen ist ein Gemeindeteil des Marktes Bütthard im unterfränkischen Landkreis Würzburg in Bayern.

## Geografische Lage
Das Kirchdorf Gützingen liegt im äußersten Norden des Büttharder Gemeindegebietes am sogenannten Seebach. Weiter nördlich beginnt das Gebiet von Gaubüttelbrunn, einem Gemeindeteil von Kirchheim in Unterfranken. Der Osten wird vom Giebelstädter Gemeindeteil Allersheim eingenommen. Im Südosten liegt Höttingen, im Süden befindet sich Bütthard. Im Westen beginnt Baden-Württemberg mit der Gemeinde Wittighausen und dem Ortsteil Oberwittighausen im Main-Tauber-Kreis.

## Geschichte
Während des Mittelalters und der Frühen Neuzeit war Gützingen Teil des Hochstiftes Würzburg und dem Amt Bütthard zugeordnet. Im 16. Jahrhundert erhielt die Filialkirche ein prächtiges Sakramentshaus. Gützingen wurde erst in den 1980er Jahren zur Kuratie erhoben, in den Jahrhunderten zuvor war die Pfarrei Allersheim für das Dorf zuständig. Im Jahr 1972 verlor die Gemeinde ihre Unabhängigkeit und wurde Teil der Gemeinde Bütthard.

## Baudenkmäler
Den Mittelpunkt des Dorfes bildet die katholische Kuratiekirche St. Andreas und St. Jakobus. Sie entstand wohl bereits im 17. Jahrhundert und wurde im Jahr 1792 erneuert. Ein Vorgängerbau war wohl schon im 16. Jahrhundert vorhanden. Der Saalbau mit eingezogenem Chor hat einen östlichen Chorturm mit Zwiebelhaube. Die Kirche ist von der ehemaligen Friedhofsmauer umgeben. In der Nähe wurde in den 1860er Jahren das Pfarrhaus errichtet.
Das ehemalige Schulhaus stammt aus der ersten Hälfte des 19. Jahrhunderts und ist ein verputzter, eingeschossiger Halbwalmdachbau. Zwei Wohnhäuser mit typischen Fußgängerpforten stammen ebenfalls aus dem 19. Jahrhundert. Viele Bildstöcke und Kleindenkmäler im Dorf und in seiner Umgebung weisen auf die Volksfrömmigkeit in vergangenen Zeiten hin. Eine alte Linde an der Steig wurde vom Bayerischen Landesamt für Denkmalpflege nicht nachqualifiziert.